# Hypnotic Tango
Singles de My Mine
Zorro
(1984)
Hypnotic Tango est une chanson du groupe italien My Mine, sortie en single en 1983.

## Succès commercial
Hypnotic Tango sort en 1983 en tant que premier single de My Mine et rencontre le succès dans toute l'Europe. Le single atteint la 32e place des classements singles belges en décembre 1983. En janvier 1984, la chanson entre à la 47e du hit-parade allemand, avant de se hisser à la 5e place en mars. Hypnotic Tango devient le 38e single le plus vendu de l'année 1984 dans le pays. La même année, la chanson est classée 3e en Espagne et 10e en Suisse. Hypnotic Tango devient la chanson la plus connue du groupe. Elle se fait à nouveau entendre dans les discothèques après la remise au goût du jour de l'Italo disco au cours des années 2000.

## Accueil critique
Serge Santiago du magazine britannique Fact classe Hypnotic Tango à la 10e place de sa liste des « 20 meilleurs titres Italo jamais produits » (« 20 best: Italo records ever made »). Il le décrit comme « tout droit sorti de l'âge d'or de l'Italo disco, très en avance sur son temps et encore échantillonné de nos jours par des producteurs qui essayent de s'emparer de l'énergie de cette époque. » Brice du magazine Complex l'inclut au sein de sa liste des « 15 titres essentiels de l'Italo disco » (« 15 Essential Italo Disco Tracks »). Il trouve que Hypnotic Tango « a probablement l'une des meilleures lignes de basse de tous les temps » et ajoute que « s'il ne devait y avoir qu'un seul titre d'Italo disco à aimer, alors ce serait celui-ci. Ce titre a eu tellement d'influence qu'il a été à la fois remixé par Frankie Knuckles et samplé par Carl Craig. » Heiko Hoffmann du magazine allemand Groove le classe 5e dans sa liste des « 10 titres essentiels de l'Italo disco » (« 10 Italo Disco Essentials »). Il considère Hypnotic Tango comme le titre d'Italo disco avec « la ligne de basse la plus accrocheuse » et déclare qu'« une fois que vous l'avez entendu, vous ne l'oublierez plus jamais ». Dans le magazine américain Billboard, le journaliste Brian Chin trouve que le remix de Frankie Knuckles a un côté « underground » et le décrit comme un titre d'« Euro-house ».
Le disc jockey et producteur français The Hacker trouve la production du titre « presque électronique et carrément avant-gardiste pour son époque ». Le disc jockey et producteur belge The Magician affirme être tombé amoureux de cette chanson en l'écoutant pour la première fois. Le musicien d'Italo disco Fred Ventura pense qu'il s'agit d'« un superbe mélange de disco électronique et d'étrangeté post punk combinés avec brio. »

## Pistes
| A. | Hypnotic Tango                        | 3:45 |
| B. | Hypnotic Tango (instrumental version) | 4:02 |

| A. | Hypnotic Tango                | 6:10 |
| B. | Hypnotic Tango (instrumental) | 5:20 |

## Classements
| Classement (1983–1984)                 | Meilleure position |
| -------------------------------------- | ------------------ |
| Allemagne (GfK Entertainment)          | 5                  |
| Belgique (Flandre Ultratop 50 Singles) | 32                 |
| Espagne (AFYVE)                        | 3                  |
| Europe (European Hot 100 Singles)      | 52                 |
| Suisse (Schweizer Hitparade)           | 10                 |

| Classement (1984)             | Position |
| ----------------------------- | -------- |
| Allemagne (GfK Entertainment) | 38       |

## Reprise de Master Blaster
Singles de Master Blaster
Ballet Dancer
(2003)
Le groupe allemand Master Blaster reprend Hypnotic Tango en 2002.

### Pistes
| 1. | Hypnotic Tango (radio mix)              | 2:55 |
| 2. | Hypnotic Tango (radio house mix)        | 2:51 |
| 3. | Hypnotic Tango (Klubbingman radio edit) | 3:43 |
| 4. | Hypnotic Tango (club mix)               | 5:17 |
| 5. | Hypnotic Tango (original house mix)     | 5:09 |
| 6. | Hypnotic Tango (Klubbingman club mix)   | 7:07 |
| 7. | Hypnotic Tango (Steve Woods remix)      | 8:21 |

### Classements
| Classement (2003–2004)          | Meilleure position |
| ------------------------------- | ------------------ |
| Allemagne (GfK Entertainment)   | 7                  |
| Autriche (Ö3 Austria Top 40)    | 17                 |
| Belgique (Flandre Ultratip 100) | 6                  |
| France (SNEP)                   | 33                 |
| Pays-Bas (Single Top 100)       | 57                 |
| Suisse (Schweizer Hitparade)    | 71                 |
| Royaume-Uni (UK Singles Chart)  | 64                 |

| Classement (2003)             | Position |
| ----------------------------- | -------- |
| Allemagne (GfK Entertainment) | 56       |

## Autres utilisations
La chanson devient le thème de l'émission italienne Discoring estate, présentée par Gianni Boncompagni. En 2005, le girl group britannique Bananarama reprend des éléments de Hypnotic Tango dans leur chanson Look on the Floor (Hypnotic Tango).